# Biomecânica esportiva
A biomecânica esportiva ou biomecânica do esporte é um estudo e análise quantitativa de atletas profissionais e atividades esportivas em geral. Pode simplesmente ser descrito como a física dos esportes. Neste subcampo da biomecânica, as leis da mecânica são aplicadas para obter uma maior compreensão do desempenho atlético por meio de modelagem matemática, medição e modelagem computacional.
A biomecânica é o estudo da estrutura e função dos sistemas biológicos por meio dos métodos da mecânica (o ramo da física que envolve a análise das ações das forças). Dentro da mecânica, existem dois subcampos de estudo: a estática, que é o estudo de sistemas em estado de movimento constante, tanto em repouso (sem movimento) quanto em movimento a uma velocidade constante; e a dinâmica, que é o estudo de sistemas em movimento nos quais a aceleração está presente, que pode envolver cinemática (o estudo do movimento de corpos em relação ao tempo, deslocamento, velocidade e velocidade do movimento, em linha reta ou direção rotativa) e cinética (o estudo das forças associadas ao movimento, incluindo forças causadoras de movimento e forças resultantes do movimento). Os biomecanicistas esportivos ajudam os atletas a obter um ótimo desempenho e recrutamento muscular. Um biomecanicista também usa seu conhecimento para aplicar técnicas adequadas de restrição de carga para preservar o corpo.